# فريدريك ألت
فريدريك ألت (بالإنجليزية: Frederick Alt)‏ هو عالم وراثة أمريكي، ولد في 1949.